# Neu Gaarz
Neu Gaarz is een ortsteil van de gemeente Jabel. Tot 1 januari 2015 was het een gemeente in de Duitse deelstaat Mecklenburg-Voor-Pommeren in het Landkreis Mecklenburgische Seenplatte. De gemeente was onderdeel van het samenwerkingsverband Amt Seenlandschaft Waren. Tot Neu Gaarz behoort ook het kerkdorp Alt Gaarz.

## Geografie
Neu Gaarz ligt ongeveer in het midden van de Mecklenburgische Seenplatte, op ongeveer 14 kilometer ten noordwesten van Waren. Verder ligt Neu Gaarz tussen de natuurparken Mecklenburgische Schweiz/Kummerower See en Nossentiner en Schwinzer Heide. Het bos- en heuvelrijke gebied bereikt op het grondgebied van Neu Gaarz een maximale hoogte van 91 meter NN.

## Geschiedenis
Tot en met 31 december 2014 was Neu Gaarz een zelfstandige gemeente en is per 1 januari 2015 heringedeeld bij Jabel. Op het moment van herindeling was Neu Gaarz de enige gemeente binnen Mecklenburg-Voor/Pommeren, die minder dan 100 inwoners telde. De laatste burgemeester was Werner Ockert.

## Economie en infrastructuur
Neu Gaarz is afhankeijk van de landbouw en het toerisme om in zijn bestaan te voorzien. In de laatste jaren zijn vele vakantiewoningen gebouwd, naast een overdekt zwembad.
Neu Gaarz ligt aan een lokale verbindingsweg tussen de Bundesstraße 108 en Bundesautobahn 19. Het dichtstbijzijnde station bevindt zich in Jabel, van waar gereisd kan worden naar Waren, Malchow en Parchim).

## Bezienswaardigheden
- Diverse oude gebouwen in Alt Gaarz en Neu Gaarz